# Área metropolitana de Lima-Callao
El área metropolitana de Lima-Callao (también conocida como Gran Lima y a veces como Lima Metropolitana) es una zona urbana conformada por los distritos que componen la provincia de Lima y la provincia constitucional del Callao. Es la más grande, extensa y poblada de su tipo en el Perú. Asimismo, es una de las cinco mayores en Latinoamérica, y es la 32.ª mayor área metropolitana en todo el mundo, con una población estimada de 11,3 millones de habitantes para 2023, según el INEI. Por esta razón, se le considera dentro de la lista de megaciudades mundiales. 
En el suroeste tiene localidades de antaño separadas y que hoy forman parte de la ciudad, como Magdalena Vieja, Miraflores, Barranco o Chorrillos. Hacia al este, Lurigancho y Vitarte. Y alrededor, ciertas ciudades satélite como Lurín o Ancón. Dicho proceso de aglomeración urbana se evidenció en la década de 1980. Estas localidades o ciudades satélite conforman actualmente distritos integrantes de la gran conurbación Lima Metropolitana.

## Historia
En un principio solo existieron los distritos de Carabayllo, Ate, Pachacámac y Lima. Las ciudades de Lima y el Callao, separadas por un desierto y conectadas en el siglo XIX por un ferrocarril, se encuentran hoy totalmente unidas, debiendo señalarse sus límites según las avenidas o mediante carteles para que estos no pasen totalmente desapercibidos. Una vista aérea desde el satélite nos muestra una sola trama urbana donde es prácticamente imposible diferenciar a Lima del Callao, en realidad separadas sólo administrativamente.
Esta conurbación es una ciudad eminentemente costera y se extiende a lo largo de casi ciento treinta kilómetros del litoral peruano, desde el distrito norteño de Ancón en el límite con la provincia de Huaral, hasta el distrito sureño de Pucusana en el límite con la provincia de Cañete.

Expansión urbana de Lima y Callao
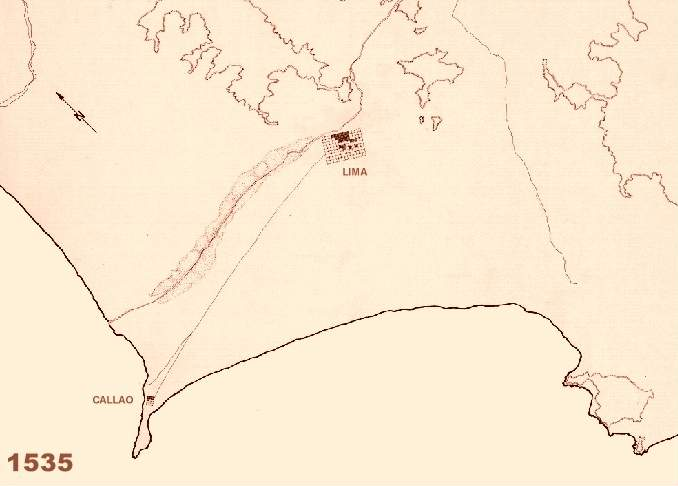
En 1535.
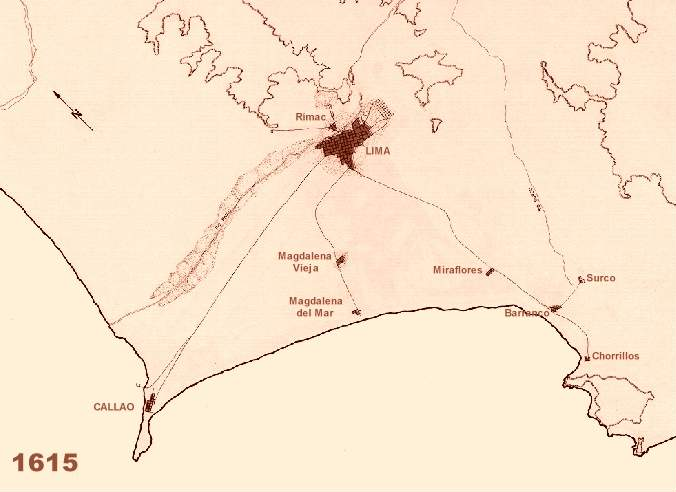
En 1615.
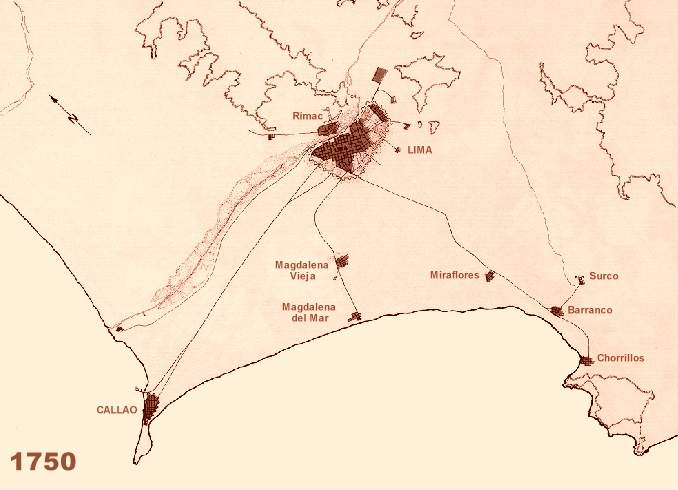
En 1750.
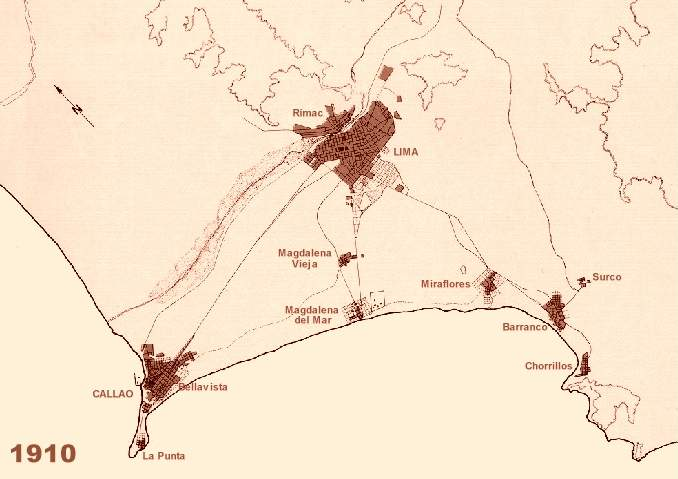
En 1910.
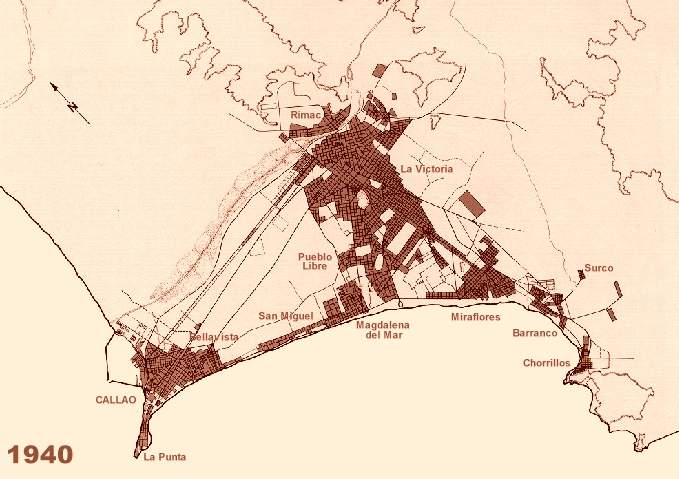
En 1940.
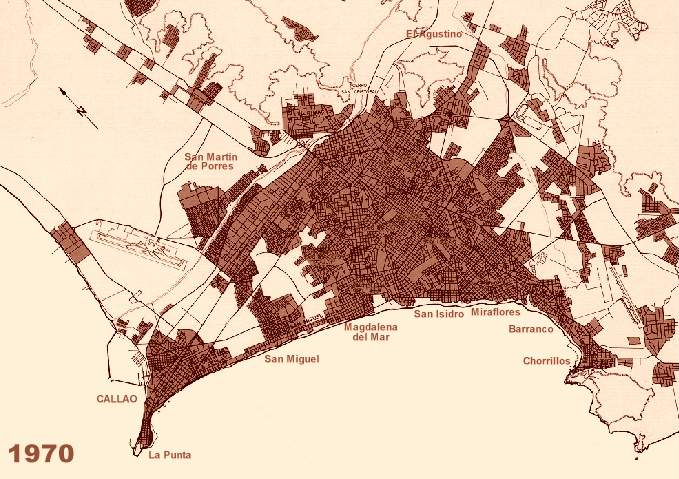
En 1970.
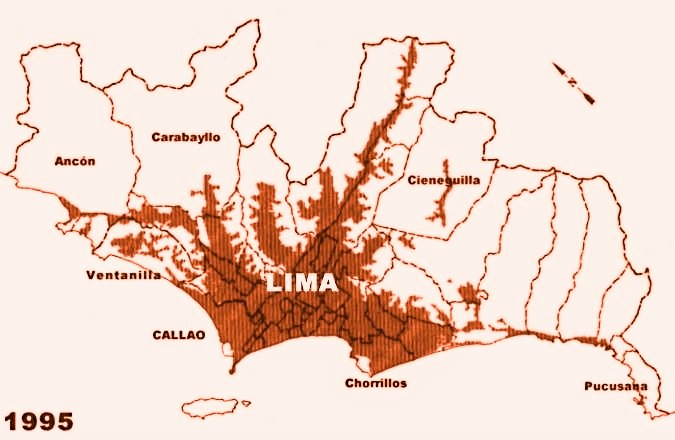
En 1995.

## División administrativa
El área metropolitana de Lima y Callao está dividido en 50 distritos, 43 pertenecientes a la provincia de Lima y 7 a la provincia constitucional del Callao. Está organizado en 5 sectores que agrupan diferentes distritos, según ubicación geográfica:
- Lima Norte: Esta zona agrupa los nuevos centros comerciales de la capital, asentamientos humanos y ciudades satélites. Asimismo, contiene al 20% de la población total de Lima. Incluye a los balnearios del norte (Ancón y Santa Rosa), distritos en los cuales se ubican casas de playa, ocupadas en verano pero también tienen población perenne. Históricamente, estas zonas formaron parte del distrito de Carabayllo.
- Lima Este: Su principal vía es la carretera Central. Pertenece a la zona campestre suburbana de Lima, se ubican casas de campo y restaurantes al aire libre. Gran parte de la población habita allí todo el año.
- Lima Sur: Estos distritos contienen la zona de los antiguos balnearios y haciendas del sur, ciudades satélites, asentamientos humanos, urbanizaciones privadas, casas de playa, principalmente ocupadas en verano, aunque también tienen población permanente durante todo el año.
- Lima Centro: la zona más antigua y consolidada de la ciudad y donde comenzó a expandirse la capital. Incluye el centro histórico desde donde se expandió la ciudad, conocido como el Damero de Pizarro. Esta zona está conformada por el distrito de Lima y otros distritos céntricos u occidentales a los cuales se les denomina en conjunto como Lima Moderna.[11]
- Callao: Ciudad totalmente conurbada perteneciente al área metropolitana ubicada la zona más occidental de esta, es aquí donde se encuentra el Terminal Portuario del Callao y el Aeropuerto Internacional Jorge Chávez, funcionando como principal puerto y aeropuerto del país respectivamente.

No obstante, en el ámbito oficial, el término Lima Metropolitana se suele usar para designar a la ciudad de Lima a secas, excluyendo a los distritos del Callao. Esta práctica se debe a que, originalmente, el núcleo urbano de Lima era mucho más pequeño, y con el paso del tiempo, fue añadiendo municipios y ciudades satélite que absorbió a lo largo de los años dentro de su organización administrativa y jurídica. Esto se sustenta en el Plan Regulador de 1949 promovido por Fernando Belaúnde Terry. Por otra parte, el Callao conformaba una ciudad legalmente separada por mandato de la Constitución política del Perú. A pesar de que poco a poco la distancia geográfica del Callao con Lima fue acortándose desde la independencia hasta ser completamente absorbida por la capital, el Estado mantiene la separación administrativa entre ambas urbes, con el Callao teniendo sus propias instituciones municipales y regionales separadas de las de Lima. Esto se sustenta en el Plan de Desarrollo Metropolitano de Lima y Callao en 1967 y posteriores.
A diferencia de otras ciudades de la región, Lima no posee un núcleo citadino que distingue a la ciudad propiamente dicha del área metropolitana. Otras urbes de la región sí realizan la distinción: el área metropolitana de Buenos Aires (AMBA) está conformada por varias municipalidades, entre ellas la Ciudad Autónoma de Buenos Aires (CABA), esta última siendo cabecera y legalmente la capital (en otras palabras, la ciudad estrictamente definida), con un estatus administrativo distinto del resto de las municipalidades (denominadas localmente partidos). Una situación similar se replica para la zona metropolitana del Valle de México, la cual abarca no solo la capital propiamente definida (Ciudad de México, CDMX) sino también municipios que estrictamente se encuentra fuera de la ciudad e incluso en otro Estado diferente (Estado de México), sujetos a una gestión distinta y separada de aquella de la CDMX. Otro ejemplo, pero en Europa es la de París y su área metropolitana.

## Población
La población de la ciudad sigue en constante incremento, debido a que en la ciudad se encuentra la sede de los diversos poderes del estado, además de la mayoría de industrias del país, producto de la centralización evidente en la ciudad. A continuación, se muestran los resultados del INEI en el censo de 2017 y proyecciones para el 2023.
| Ubigeo | Distrito                | Población 2023 |
| ------ | ----------------------- | -------------- |
| 070701 | Callao                  | 537 377        |
| 070702 | Bellavista              | 83 085         |
| 070703 | Carmen de La Legua      | 48 259         |
| 070704 | La Perla                | 65 849         |
| 070705 | La Punta                | 4003           |
| 070706 | Mi Perú                 | 54 905         |
| 070707 | Ventanilla              | 397 026        |
| 150101 | Lima                    | 276 482        |
| 150102 | Ancón                   | 91 170         |
| 150103 | Ate                     | 713 103        |
| 150104 | Barranco                | 37 525         |
| 150105 | Breña                   | 97 906         |
| 150106 | Carabayllo              | 426 985        |
| 150108 | Chaclacayo              | 46 225         |
| 150109 | Chorrillos              | 373 332        |
| 150107 | Cieneguilla             | 40 683         |
| 150110 | Comas                   | 598 263        |
| 150111 | El Agustino             | 233 758        |
| 150112 | Independencia           | 232 726        |
| 150113 | Jesús María             | 86 900         |
| 150114 | La Molina               | 168 839        |
| 150115 | La Victoria             | 195 620        |
| 150116 | Lince                   | 63 854         |
| 150117 | Los Olivos              | 366 751        |
| 150118 | Lurigancho              | 303 966        |
| 150119 | Lurín                   | 115 330        |
| 150120 | Magdalena del Mar       | 69 488         |
| 150121 | Miraflores              | 116 526        |
| 150122 | Pachacámac              | 153 189        |
| 150123 | Pucusana                | 17 885         |
| 150124 | Pueblo Libre            | 99 591         |
| 150125 | Puente Piedra           | 416 531        |
| 150126 | Punta Hermosa           | 23 080         |
| 150127 | Punta Negra             | 8914           |
| 150128 | Rímac                   | 187 462        |
| 150129 | San Bartolo             | 9424           |
| 150130 | San Borja               | 133 328        |
| 150131 | San Isidro              | 71 039         |
| 150132 | San Juan de Lurigancho  | 1 240 489      |
| 150133 | San Juan de Miraflores  | 430 772        |
| 150134 | San Luis                | 58 001         |
| 150135 | San Martín de Porres    | 782 075        |
| 150136 | San Miguel              | 183 598        |
| 150137 | Santa Anita             | 232 739        |
| 150138 | Santa María del Mar     | 1251           |
| 150139 | Santa Rosa              | 41 619         |
| 150140 | Santiago de Surco       | 426 758        |
| 150141 | Surquillo               | 104 832        |
| 150142 | Villa El Salvador       | 441 795        |
| 150143 | Villa María del Triunfo | 459 010        |
|        | Total                   | 11 369 317     |

### Población por división
| División    | Población 2017 | Población 2023 |
| ----------- | -------------- | -------------- |
| Lima Centro | 1 911 097      | 2 208 910      |
| Lima Este   | 2 491 856      | 2 979 802      |
| Lima Norte  | 2 465 288      | 2 956 120      |
| Lima Sur    | 1 706 733      | 2 033 982      |
| Callao      | 994 494        | 1 190 504      |
| Total       | 9 569 468      | 11,369,317     |

## Turismo
Por ser la capital del Perú, el turismo siempre ha estado ligado a sus temas culturales y monumentales: la Plaza Mayor, la Catedral de Lima, las Catacumbas de San Francisco, el Museo de la Inquisición y la Plaza de Acho.
Poco a poco se van consolidando nuevos espacios, como el Zoológico de Huachipa, el Parque de las Leyendas, el Parque de la Muralla y el Parque de la Reserva, las playas de la llamada "Costa Verde", que abarcan desde el distrito de Chorrillos en la playa La Herradura hasta el distrito de La Punta en el Callao.

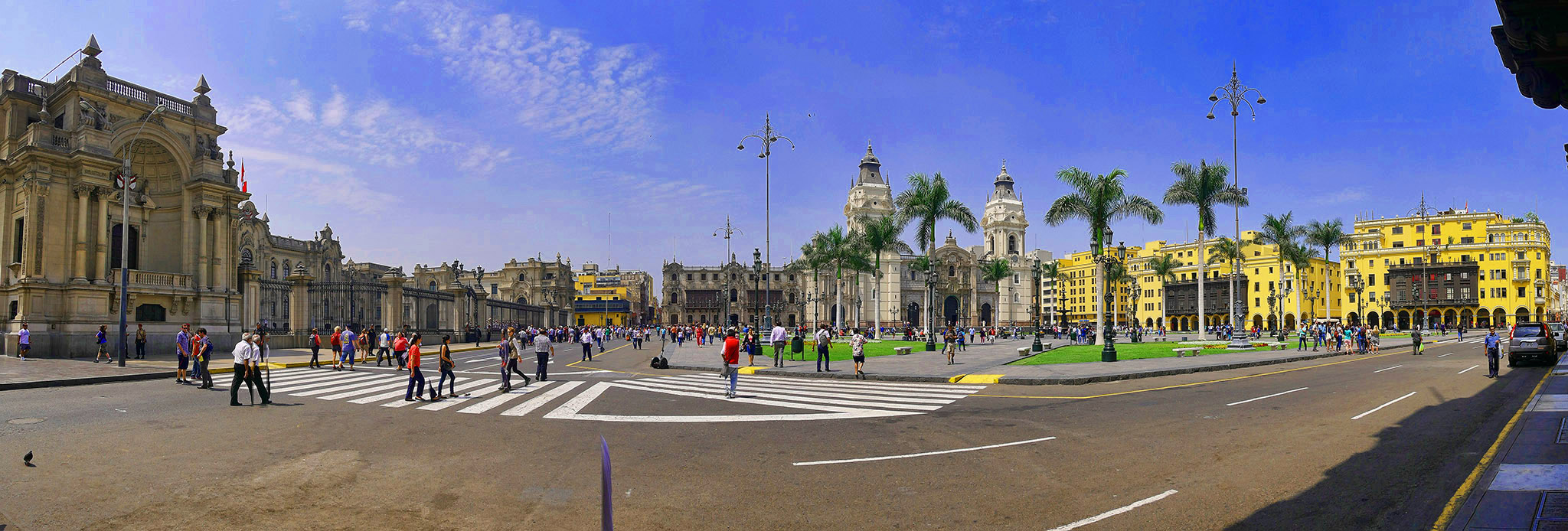
Vista panorámica de la Plaza de Armas de Lima

Recientemente, el turismo rural de naturaleza y aventura empiezan a ganar terreno, como lo describe el maestro e investigador limeño Daniel López. Ejemplo de esto son las visitas a las lomas de Amancaes, de Mangomarca, de Collique, del Rímac, de Villa María - Paraíso, de Carabayllo - Primavera, de Pucará y las de Lúcumo con su circuito de cuevas y farallones; zonas arqueológicas de gran antigüedad como Cardal, Manchay Bajo, Mina Perdida (con la metalurgia más antigua de América); también las zonas de Huaycán, de Puruchuco, de Tambo Inga y Pampa Flores, entre otras; los Humedales de Villa (también conocidos como Pantanos de Villa), las campiñas del llamado Valle Verde en Pachacámac y Cieneguilla. Además, existe una gran profusión de centros de recreación y restaurantes campestres en los valles del Rímac (Chaclacayo y Lurigancho-Chosica), Lurín (Pachacámac, Lurín y Cieneguilla) y en el valle del Chillón (Comas y Carabayllo).
Su vida cultural y su gastronomía hacen cada vez más llamativo el turismo propio de la metrópoli limeña, generando un flujo turístico propio que se diferencia o complementa al turismo nacional.

## Galería de imágenes
|  |  |  |  |  |
|  |  |  |  |  |